# 1546 Izsák
Az 1546 Izsák (ideiglenes nevén 1941 SG1) a kisbolygóövben keringő kisbolygó. 1941. szeptember 28-án fedezte föl Kulin György a budapesti Svábhegyi Obszervatóriumban. Az égitest Izsák Imre magyar matematikus, fizikus, csillagász nevét őrzi, aki a Föld alakjának műholdak mozgása alapján végzett meghatározásában játszott fontos szerepet. (Holdkráter is viseli a nevét.)
Az aszteroidát már 1935-ben és 1938-ban is megfigyelték a krími Szimeizben, azonban a Kulin György által észlelt majdnem három hónapos pályaív hosszabb volt minden korábbinál, így őt ismerték el felfedezőnek. 1943-ban ismét sikerült megfigyelni a kisbolygót Budapesten, 1997-ben pedig Szegeden.